# Roy Kral

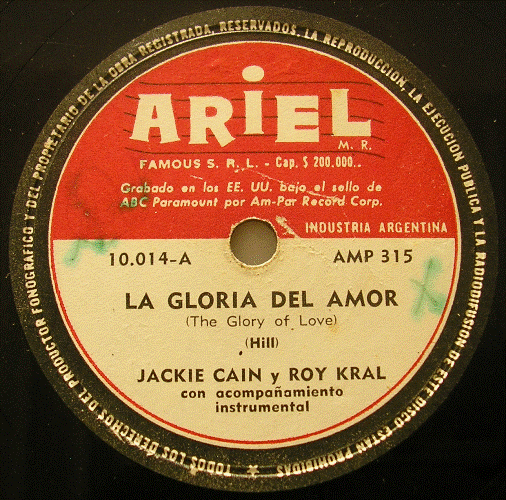
Een plaat van het duo Jackie & Roy, "The Glory of Love".

Roy Joseph Kral (Cicero (Illinois), 10 oktober 1921 - Montclair (New Jersey), 2 augustus 2002) was een Amerikaanse jazz-pianist en -zanger. Met zijn vrouw Jackie Cain vormde hij het duo Jackie & Roy.

## Biografie
Kral, een broer van de zangeres Irene Kral, speelde als kind klassieke piano. In 1938 leidde hij een eigen bigband in Cicero en tijdens de oorlog speelde en arrangeerde hij in legerbands in Illinois. Na de oorlog werkte hij in een radioband in Detroit. In 1947 trok hij naar Chicago, waar hij in de groep van zijn vriend George Davis speelde. Hij ontmoette hier Jackie Cain en de twee huwden in 1949. Vanaf 1948 speelde hij bij Charlie Ventura, waarvoor hij ook arrangeerde. Cain werd hier aangenomen als zangeres. Rond 1949 verschenen er verschillende platen van Ventura met Kral en Cain. In 1949 vertrokken Kral en Cain bij Ventura, ze huwden en begonnen voor zichzelf. Het echtpaar vormde tot het overlijden van Roy Kral in 2002 een succesvol zangduo, dat liedjes uit allerlei genres, zoals de popmuziek, in een jazzjasje stak. Het bracht bijna veertig platen uit en had een aantal hits. In het begin had het duo ook een eigen televisieshow in Chicago. In de jaren vijftig traden de twee veel op in New York en Las Vegas, waaronder enige tijd met Ventura. Kort voor Krals overlijden gaven de twee nog een tribuutconcert voor de zangeres Teddi King (1929-1977).
Kral overleed aan de gevolgen van hartfalen.